# El Cerro del Aripo
El Cerro del Aripo je najviši vrh Trinidada i Tobaga s 940 m. Dio je masiva Aripo na otoku Trinidad, sjeveroistočno od grada Arima.
Endemska ptica aburria pipile živi u šumama na obroncima Aripa. Također tu obitavaju i uljašice, jedinstvene noćne ptice koje se hrane tropskim voćem.
Klima ovog područja je suptropska.

## Vanjske poveznice
- Mount Aripo "Encyclopædia Britannica" (engl.)